# Lilienfeld
Lilienfeld este o localitate din Austria Inferioară, cunoscută mai ales datorită Mănăstirii Lilienfeld. 

## Istoric
Ducele Leopold al VI-lea al Austriei a întemeiat în anul 1202 mănăstirea Lilienfeld (în traducere „Câmpul cu crini”), pe care a încredințat-o călugărilor cistercieni.
Călugărul Johann Ladislaus Pyrker (1772-1847) s-a remarcat ca scriitor, debutând literar în anul 1810 cu o dramă despre regele Matia Corvinul și fiul său Ioan Corvin (Die Corwinen). Pyrker a fost stareț al mănăstirii din 1812 până în 1819, după care a fost episcop de Spiš, patriarh al Veneției și arhiepiscop de Eger.

## Personalități născute aici
- Anton Pfeffer⁠(d) (n. 1965), fotbalist;
- Philipp Lienhart⁠(d)  (n. 1996), fotbalist.